# شاتو دو متوال

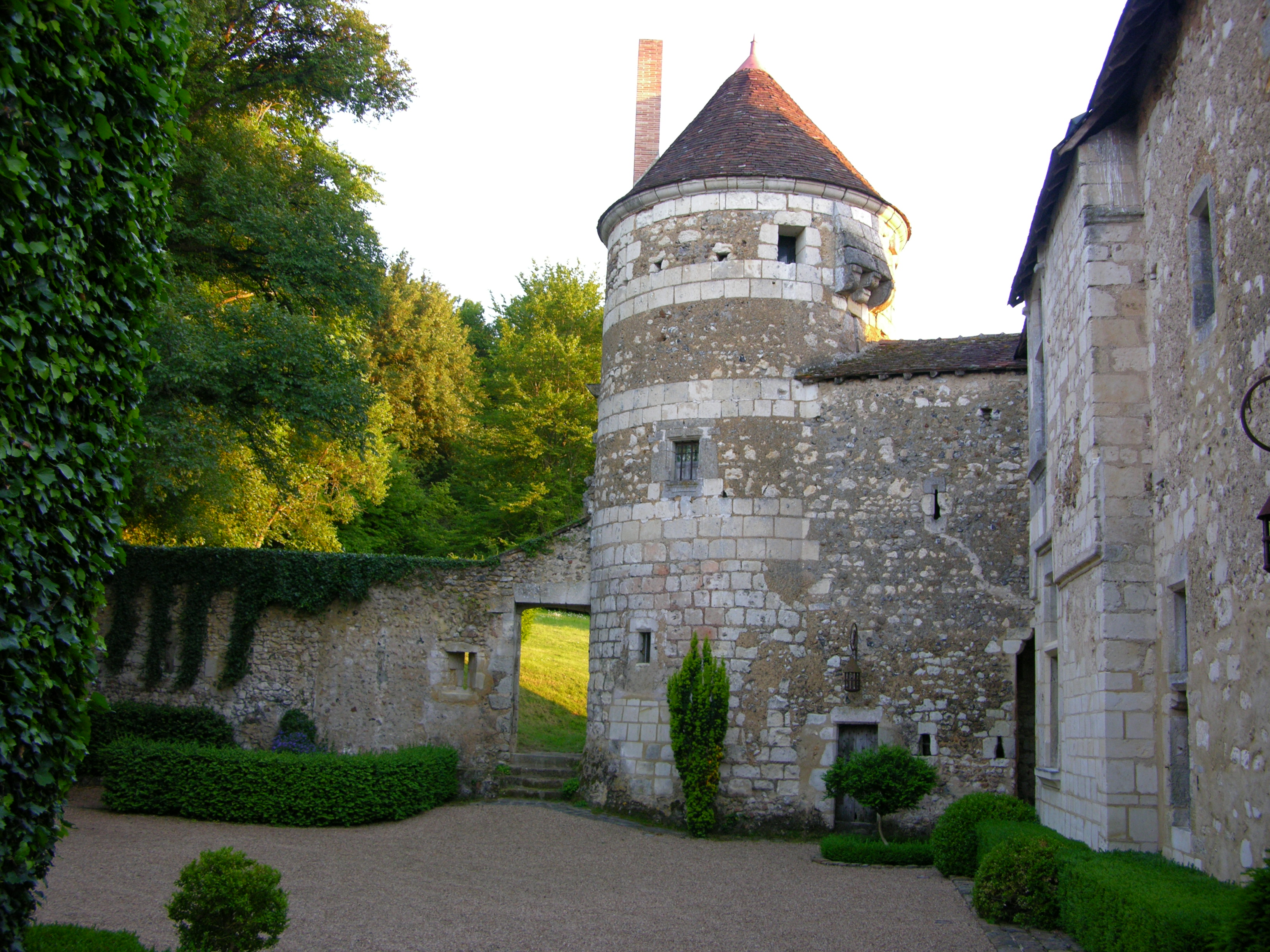

شاتو دو متوال (انگلیسی: Château de Matval) یک قلعه در کمون لوآر-ا-شر در فرانسه می باشد. این دژ متعلق به سده سیزدهم تا پانزدهم میلادی است. 